# Дербес
Дербе́с (каз. Дербес) — село у складі Ордабасинського району Туркестанської області Казахстану. Входить до складу Бадамського сільського округу.
До 2001 року село називалось Кизилту.
Населення — 1424 особи (2021; 1868 у 2009, 1677 у 1999, 1024 у 1989).